# Jean-Gabriel Capot de Feuillide
Pour les autres membres de la famille, voir Famille Capot de Feuillide.
Jean-Gabriel Cappot-Feuillide, dit Capot de Feuillide (1800-1863), est un avocat, journaliste, collaborateur du Figaro (1829-1830), critique puis rédacteur à L'Europe Littéraire, pamphlétaire, écrivain et homme politique, ami et correspondant d'Honoré de Balzac.

## Biographie
Issu d'une famille de la petite noblesse de la province d'Armagnac, il naît à Port-au-Prince, où son père prénommé lui aussi Jean-Gabriel, natif de Nérac, fils de François de Capot-Feuillide, seigneur de Grézeau, maître particulier des eaux-et-forêts du duché d’Albret, avocat du Roi au présidial de Nérac, et d’Anne Bartouilh, s’était établi, encore mineur, le 30 août 1777. Il est un neveu de Jean-François Capot de Feuillide, guillotiné en 1794, le premier époux d'Eliza Hancock, cousine germaine de la femme de lettres anglaise Jane Austen.
Il fit son entrée dans la société littéraire parisienne sous la protection de Sosthène de La Rochefoucauld, et critiqua si vertement Lélia de George Sand, dans L'Europe littéraire du 22 août 1833, que Gustave Planche le provoqua en duel. Alfred de Musset composa pour Planche une complainte humoristique (voir ci-dessous) en vingt-quatre strophes de six vers, relatant les épisodes de ce duel.
Le 24 octobre 1834 ce fut contre Victor Bohain, ancien rédacteur de L'Europe littéraire, devenu propriétaire du Figaro en 1826, qu'il combattit en duel au pistolet et qu'il fut blessé au côté droit. Devenu avocat au barreau de Paris, il assura la défense du journaliste Jean-Baptiste Rosemond de Beauvallon dans l'affaire Dujarrier. Il fut élu député en 1840, mais le coup d'État du 2 décembre 1851 mit fin à sa carrière politique.

## Critiques
En 1857, Charles Monselet juge que « ses Lettres sur l'Irlande ont éveillé la sympathie de l'Europe ; il a une plume batailleuse, une nature chaude, à qui tous les postes conviennent et qui convient à tous les postes, et que l'on est infiniment surpris de retrouver, au bout de quinze ans, oisive, délaissée, oubliée, sans prestige dans le passé, sans action dans le présent. »

## Œuvre
- Le Midi en 1815, Paris, Souverain, 1836
- L'Irlande, Paris, Dufey, 1839, (2 vol.)
- Le Château de Ham, son histoire, ses seigneurs et ses prisonniers, Paris, Dumont, 1842
- Histoire des Révolutions de Paris, Paris, Comptoir des Imprimeurs-Unis, 1847, (2 vol.)
- L'Algérie française, Paris 1856, H. Plon
- Avant 1789, Paris, Dusacq, 1857

## Postérité
La Complainte historique et véritable sur le fameux duel qui a eu lieu entre plusieurs hommes de plume très inconnus dans Paris, à l'occasion d'un livre dont il a été beaucoup parlé de différentes manières, ainsi qu'il est relaté dans la présente complainte (sur l'air de la Complainte du maréchal de Saxe) d'Alfred de Musset, publiée pour la première fois dans sa Poésie burlesque de 1833, à titre posthume, a pour sujet le duel de « Monsieur Capot de Feuillide ».